# Blois Football 41
Pour les articles homonymes, voir Blois (homonymie).
Maillots
Actualités
Dernière mise à jour : 30 juillet 2025.
Le Blois Football 41 est un club de football français situé à Blois dans le département de Loir-et-Cher en région Centre-Val de Loire. Il est fondé en 1999 à la suite de la fusion de la section football de l'Association Amicale de la Jeunesse blésoise avec l'US Blois, l'autre club de la ville.
Le Blois Foot 41 prend la suite de l'AAJB en seconde division régionale de la Ligue Centre-Val de Loire. La nouvelle entité connaît un démarrage exponentiel avec trois promotions en quatre saisons à partir de 2002. Elle se retrouve en CFA (D4) pour la saison 2005-2006, son plus haut niveau à ce jour. Le BF41 ne s'y maintenant pas et évolue en CFA 2 jusqu'à la fin des années 2000. Relégué en Division d'honneur, le club butte cinq saisons durant sur la seconde place, ne permettant pas de remonter. En 2016, le titre régional est enfin acquis, synonyme d'une remontée en cinquième division nationale. Deux ans plus tard, l'équipe remporte le nouveau National 3 à poule régionale et retrouve la quatrième division pour la seconde fois de son histoire.
Le BF 41 dispute ses matchs à domicile au stade des Allées Jean Leroi et y évolue en rouge et jaune. Le club est présidé par François Jacob depuis sa fondation et participe au championnat de National 2 lors de la saison 2024-2025.

## Historique

### Genèse et fusion (avant 1999)
| AAJ Blois (1912-1999) | AAJ Blois (1912-1999) | AAJ Blois (1912-1999) | AAJ Blois (1912-1999) | AAJ Blois (1912-1999)           | AAJ Blois (1912-1999) |  |  | Blois US (1984-1999) | Blois US (1984-1999) | Blois US (1984-1999) | Blois US (1984-1999) | Blois US (1984-1999) | Blois US (1984-1999) |  |  |  |  |  |  |  |  |  |  |  |  |
| AAJ Blois (1912-1999) | AAJ Blois (1912-1999) | AAJ Blois (1912-1999) | AAJ Blois (1912-1999) | AAJ Blois (1912-1999)           | AAJ Blois (1912-1999) |  |  | Blois US (1984-1999) | Blois US (1984-1999) | Blois US (1984-1999) | Blois US (1984-1999) | Blois US (1984-1999) | Blois US (1984-1999) |  |  |  |  |  |  |  |  |  |  |  |  |
|                       |                       |                       |                       |                                 |                       |  |  |                      |                      |                      |                      |                      |                      |  |  |  |  |  |  |  |  |  |  |  |  |
|                       |                       |                       |                       | Blois Football 41 (depuis 1999) |                       |  |  |                      |                      |                      |                      |                      |                      |  |  |  |  |  |  |  |  |  |  |  |  |

L'Association amicale de la jeunesse blésoise est un club omnisports fondé en 1912. L'AAJB n'a jamais le statut professionnel durant son histoire mais évolue neuf saisons (1970-1975 et 1978-1982) en Division 2. Le club participe d'abord à la Division d'honneur jusqu'en 1955 avant d'intégrer le CFA pendant quinze saisons. Jusqu'en 1984, il évolue entre la deuxième et troisième division. L'équipe fanion connaît ensuite plusieurs relégation et se retrouve au second échelon régional de la Ligue du Centre (DHR) en 1999.
En 1984, l'Union sportive de Blois est fondée par d'anciens joueurs de l'AAJB devenus éducateurs d'équipes de jeunes. Alain Charlot, Jean-Pierre Dulac, Alain Fontaine et Jean Gautier et de nombreux licenciés rejoignent le nouveau club. « Sur dix joueurs de l'AAJB, sept faisaient le choix de venir avec nous. En quinze ans, on est parti du plus bas échelon départemental pour arriver au plus haut niveau régional. On a même été élu meilleur club régional de jeunes plusieurs fois » déclare Charlot. L'US Blois n'atteint jamais la Division d'Honneur en quinze ans d'existence.
Les deux clubs de la ville fusionnent à la suite de la descente en Division d'honneur régionale (DHR) de l'AAJ, afin de rassembler leurs forces pour faire remonter un club en division nationale. Le « Blois Football 41 » naît le 22 juin 1999 de la fusion des deux clubs blésois et garde les couleurs de l'AAJ. François Jacob devient le premier président du club. Les deux anciens clubs sont radiés de la FFF le 23 juillet 1999, et le BF41 voit le jour avec un nouveau numéro d'affiliation.

### Démarrage exponentiel et maintien en CFA 2 (1999-2010)
Reparti en Division d'honneur régionale (DHR, septième division nationale et second échelon régional), le Blois Football 41 met trois saisons à obtenir la montée en Division d'honneur, au terme de la saison 2001-2002.
Pour ce retour dans l'élite régionale, Nicolas Debord arrive à la tête de l'équipe comme entraîneur-joueur. Après une deuxième place lors du premier exercice 2002-2003 et une défaite en barrage d'accession contre Poirée-sur-Vie, les Rouges et jaunes remportent le titre en 2003-2004 et sont de retour au niveau national, en CFA 2.
Le groupe de Debord décrochant la troisième place du groupe F et ne passe qu'une saison. En effet, les Blésois bénéficient de l'interdiction de monter du second, l'équipe réserve des Chamois niortais, et sont promus en CFA. Le BF41 connaît donc trois montées en cinq ans. Lors de cette saison 2004-2005, le club réalise aussi son meilleur parcours en Coupe de France et un seizième de finale perdu chez l'US Boulogne, pensionnaire de CFA. Au tour précédent, Blois l'emporte après prolongation chez le SAS Épinal (CFA, 0-1 a. p.).
Promu en quatrième division pour l'exercice 2005-2006, les Blésois terminent derniers du groupe C, à onze points du maintien, et retournent au cinquième échelon national.
Lors de la saison 2006-2007, malgré l’arrivée de Mickaël Rodrigues dans le groupe, les résultats sont insatisfaisants et l’entraîneur Debord quitte son poste en février 2007. Il est remplacé par le serbe Pavlé Vostanic. Ce dernier mène l'équipe à une neuvième place, sans vue sur une possible montée avec onze points de retard sur le premier et sept sur le barragiste.  

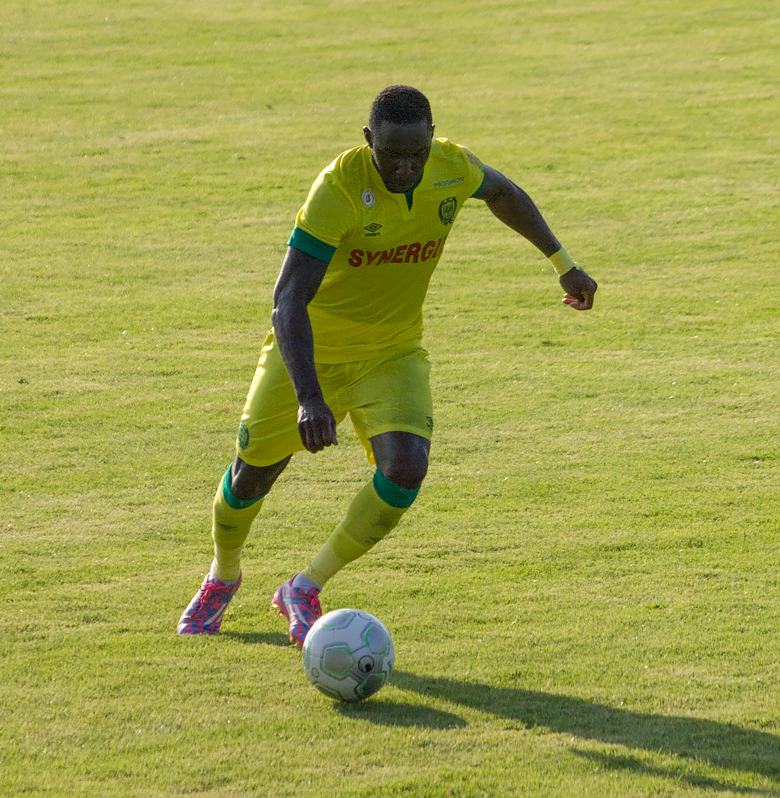
Issa Cissokho revient jouer au club lors de l'exercice 2007-2008.

En 2007-2008, le Blois Foot voit le retour d'Issa Cissokho, formé au club. La saison se conclut par une onzième place de CFA 2, décevante au goût de la direction avec seulement quatre points de plus que le barragiste.
L'année suivante, Vostanic et ses joueurs termine neuvième à six points du premier des quatre relégables. L'entraîneur est remplacé par Maurice Bouquet.
Avec son nouveau coach, les résultats sont même pires en 2009-2010 et une quinzième et avant-dernière place à sept points du maintien, synonyme de retour en régional.

### Éternel second de DH (2010-2016)
En DH Centre pour l'exercice 2010-2011, l'équipe de Maurice Bouquet échoue à la seconde place, alors que seule la première permet une promotion en CFA 2.
Le Blois Football 41, entraîné par Pedro Bompastor à partir de l'été 2011 tandis que Maurice Bouquet devient directeur sportif, alterne alors seconde et quatrième place cinq saisons consécutives. Pour sa première saison, Bompastor et ses joueurs obtiennent la quatrième place de l'élite régionale.
À l'été 2012, Yves Deroff rejoint le club après sa longue carrière professionnelle et le Blois Foot termine à nouveau second pour l'exercice 2012-2013, puis quatrième encore l'année suivante.
Sur la saison 2014-2015, Blois est bien décidé à concurrencer le FC drouais et l'équipe réserve de l'US Orléans. Grâce à une rallonge municipale, le club préfectoral du Loir-et-Cher s'avance avec un budget colossal de 800 000 euros, soit 300 000 € de plus que Dreux. À la place de Pedro Bompastor, les dirigeants blésois misent sur Georges Cazeaux pour faire grimper leur club en CFA 2. L'équipe termine à une troisième place de vice-champion du Centre en cinq ans. Lors de cet exercice, le Blois Foot est le onzième meilleur club de France au niveau des jeunes.
L'exercice 2015-2016 sonne enfin l'heure du Blois Foot. Sous la direction de Patrice Monteilh, l'équipe ne laisse aucune chance à ses adversaires. Elle termine le championnat avec une seule défaite et une différence de but de +60. Le club fait son retour au niveau national après six ans d'attente.

### Retour en national (depuis 2016)
Durant la saison 2016-2017, le Blois Foot 41 se maintient, avec la huitième place du Groupe B de CFA 2, à seize points de la montée et onze du seul relégable. De plus, l'équipe se hisse jusqu'en 32e de finale de la Coupe de France. Le club se fait éliminer à domicile par le FC Nantes (L1) sur le score de 2-1.
Au terme de la saison 2017-2018, le Blois Foot 41 et son nouvel entraîneur Loïc Lambert terminent à la première place de la poule Centre-Val de Loire du nouveau National 3, modifié en poule régionale, avec deux points d'avance sur l'Avoine OCC et obtiennent leur montée en National 2.
En N2 2018-2019, le BF41 termine quatrième du groupe B et meilleur promu de sa poule, à dix-neuf points de la relégation mais sept de la montée. La saison 2019-2020 est meilleure mais est arrêtée pour cause de Pandémie de Covid-19 en France. Le BF41 est alors deuxième, mais déjà à onze points du premier et seul promu avec un match en moins, le Football Club de Sète 34.

## Palmarès

### Titres et trophées
Le Blois Football 41 connaît son seul fait d'arme au niveau national en remportant son groupe de National 3 lors de la saison 2017-2018.
Sur le plan régional au sein de la Ligue Centre-Val de Loire de football, le BF41 réalise le doublé Division d'honneur-Coupe du Centre en 2015-2016. Il remporte auparavant une fois chaque compétition, respectivement en 2004 et 2006.
| Compétitions nationales                                                                                         | Compétitions régionales |
| --- | --- |
| - National 3 (1) - Champion de groupe : 2018 - Coupe de France - Meilleur résultat : 16e de finale en 2004-2005 | - Division d'honneur Centre (2) - Champion : 2004 et 2016 - Vice-champion : 2003, 2011, 2013 et 2015 - Coupe du Centre (2) - Vainqueur : 2006 et 2016 - Finaliste : 2007 - Division d'honneur régionale (2) - Champion : 2002 et 2016 rés. - DH féminine (1) - Champion : 2007 |

### Bilan sportif

#### En championnat
Le Blois Football 41 dispute l'essentiel de ses saisons en division d'honneur (DH), sixième niveau du football français. Lors de sa première montée en puissance, le BF41 atteint le CFA où il ne se maintient pas. Malgré un nombre important de saisons passées en DH (huit), le club butte toujours sur la seconde place d'où des statistiques très favorables sans pour autant être promu en division supérieure.
En 2017-2018, le « Blois Foot » dispute sa 19e saison et la huitième au niveau national après onze au niveau régional (DHR puis DH).
| Division                 | Saisons | Titres | J   | V   | N  | D  | Bp  | Bc  | Diff |
| ------------------------ | ------- | ------ | --- | --- | -- | -- | --- | --- | ---- |
| Championnat de France    | 0       | -      | -   | -   | -  | -  | -   | -   | -    |
| Championnat de France D2 | 0       | -      | -   | -   | -  | -  | -   | -   | -    |
| Championnat de France D3 | 0       | -      | -   | -   | -  | -  | -   | -   | -    |
| Championnat de France D4 | 1       | 0      | 34  | 6   | 10 | 18 | 38  | 60  | -22  |
| Championnat de France D5 | 6       | 0      | 176 | 60  | 50 | 66 | 213 | 220 | -7   |
| DH Centre                | 8       | 2      | 208 | 124 | 51 | 33 | 431 | 191 | +240 |

#### En Coupe de France
Le Blois Football 41 participe à la Coupe de France, créée en 1917 et organisée par la Fédération française de football. Ses meilleures performances sont un seizième de finale en 2005 et un trente-deuxième en 2017.
Pour la première citée, alors en CFA 2, Blois s'impose d'abord à Épinal (CFA, 0-1) en 32e avant de s'incliner à Boulogne (CFA, 4-0). Plus récemment, promu en CFA 2, les Blésois l'emporte à Romorantin (CFA, 2-3) au 7e tour, avant de venir à bout des régionaux de Rannée-la Guerche-Drouges (DHR, 0-3). Pour les 32e de finales, le BF41 hérite du FC Nantes, pensionnaire de Ligue 1, qu'il reçoit. L'écart de quatre divisions ne se voit pas au score (élimination 1-2).
| Coupe           | V | F | 1/2 | 1/4 | 1/8 | 1/16 | 1/32 |
| --------------- | - | - | --- | --- | --- | ---- | ---- |
| Coupe de France | - | - | -   | -   | -   | 1    | 1    |

## Structures et image

### Nom, logo et maillot
| AAJ Blois (1912-1999) N° 500146 | AAJ Blois (1912-1999) N° 500146 | AAJ Blois (1912-1999) N° 500146 | AAJ Blois (1912-1999) N° 500146 | AAJ Blois (1912-1999) N° 500146           | AAJ Blois (1912-1999) N° 500146 |  |  | Blois US (1984-1999) N° 535808 | Blois US (1984-1999) N° 535808 | Blois US (1984-1999) N° 535808 | Blois US (1984-1999) N° 535808 | Blois US (1984-1999) N° 535808 | Blois US (1984-1999) N° 535808 |  |  |  |  |  |  |  |  |  |  |  |  |
| AAJ Blois (1912-1999) N° 500146 | AAJ Blois (1912-1999) N° 500146 | AAJ Blois (1912-1999) N° 500146 | AAJ Blois (1912-1999) N° 500146 | AAJ Blois (1912-1999) N° 500146           | AAJ Blois (1912-1999) N° 500146 |  |  | Blois US (1984-1999) N° 535808 | Blois US (1984-1999) N° 535808 | Blois US (1984-1999) N° 535808 | Blois US (1984-1999) N° 535808 | Blois US (1984-1999) N° 535808 | Blois US (1984-1999) N° 535808 |  |  |  |  |  |  |  |  |  |  |  |  |
|                                 |                                 |                                 |                                 |                                           |                                 |  |  |                                |                                |                                |                                |                                |                                |  |  |  |  |  |  |  |  |  |  |  |  |
|                                 |                                 |                                 |                                 | Blois Football 41 (depuis 1999) N° 548235 |                                 |  |  |                                |                                |                                |                                |                                |                                |  |  |  |  |  |  |  |  |  |  |  |  |

Logo du Blois Football 41.

Dès sa création en 1999, à la suite de la fusion entre la section football de l'Association Amicale de la Jeunesse blésoise et le Blois Union Sportive, le club s'appelle Blois Football 41.
Son logo est un blason coloré de colonnes rouge et jaune, respectivement celles de l'AAJ Blois et du BUS. Par-dessus, le nom de la ville est inscrit en haut en noir puis « Football 41 » en dessous en blanc. Au milieu, le Pont Jacques-Gabriel est représenté en noir au-dessus d'un ballon de football majoritairement blanc.
Pour les maillots, depuis sa mis en service, le club évolue en tenue complètement rouge à domicile et en couleur très claire, voire blanc, à l’extérieur.

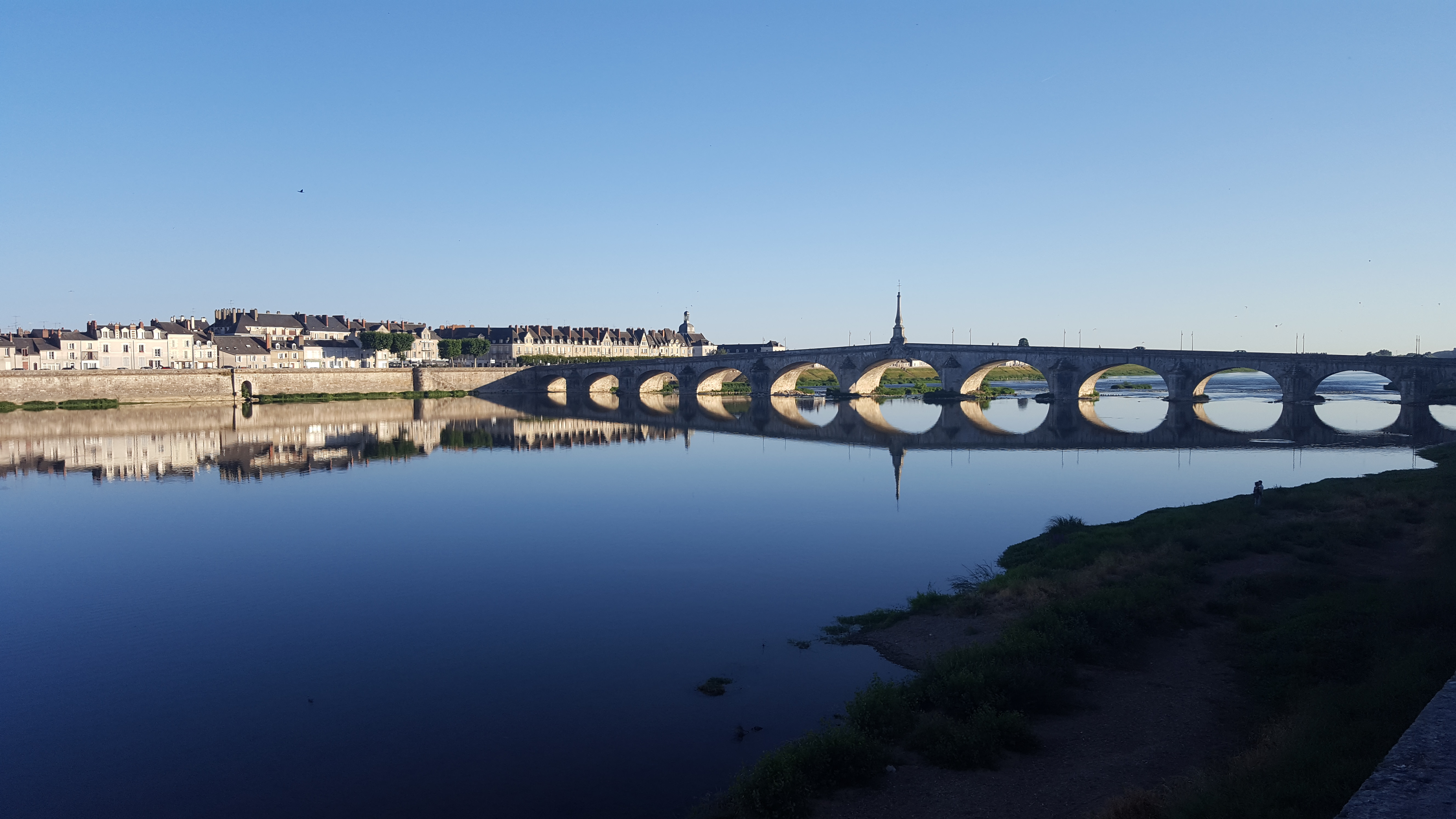
Pont Jacques Gabriel.

### Statut du club et des joueurs
Le Blois Football 41 est fondé en tant que club sportif, régi par la loi sur les associations établie en 1901. Il est affilié sous le numéro no 48235. Il appartient de plus à la Ligue du Centre de football et au district du Loir-et-Cher.
En 2019, le club commence l'étude de la création d'une SASP dont les trois actionnaires seraient François Jacob, le président de l’association, Patrice Lafargue, PDG d’Idec le sponsor principal ; et Michel Moulin, chef d’entreprise passionné de football et passé au PSG, au Red Star et à Istres.
Les joueurs ont soit un statut de joueur amateur, soit de semi-professionnel sous contrat fédéral.

### Partenariat avec l'AS Saint-Étienne

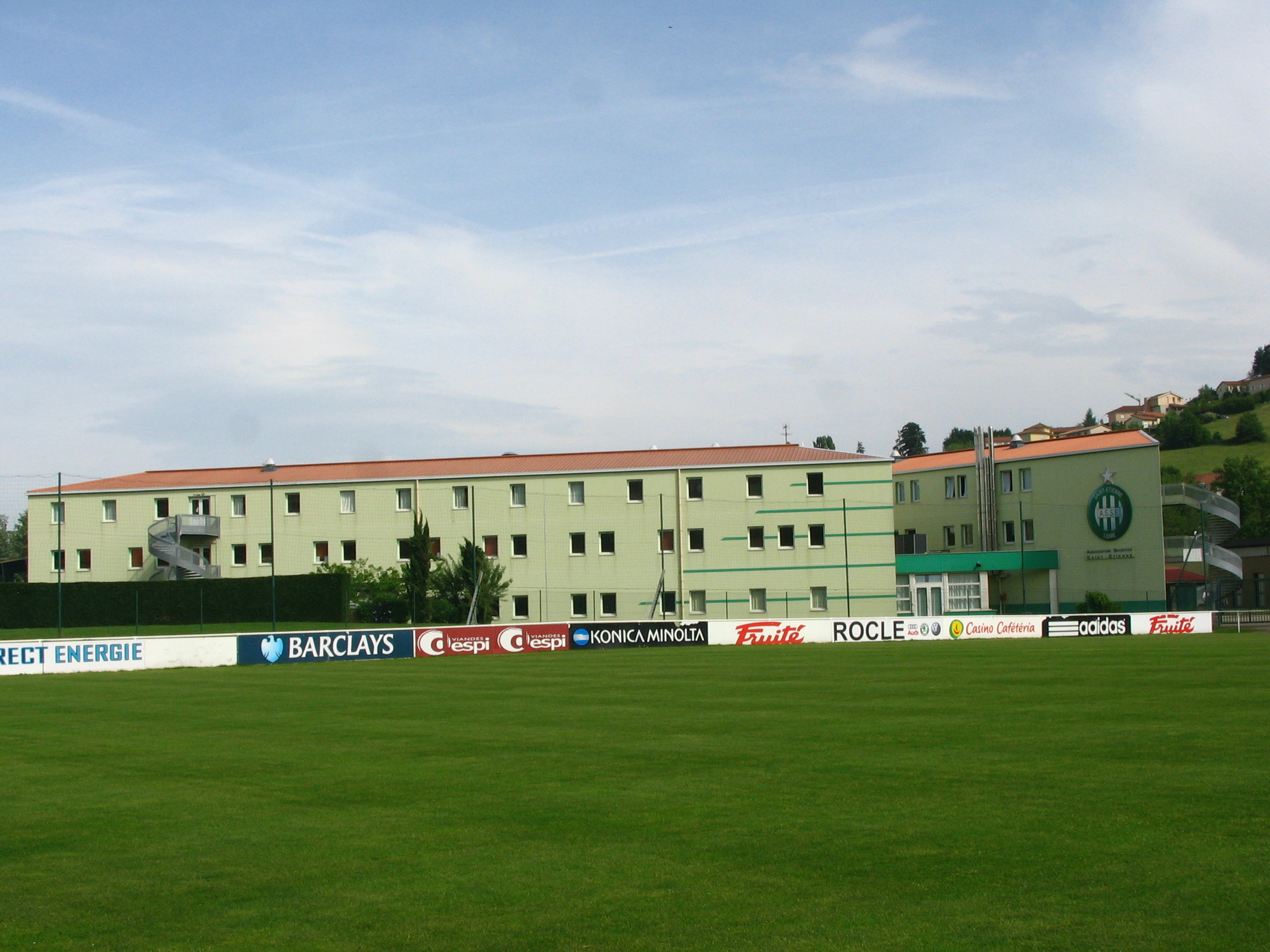
Les meilleurs jeunes du BF41 peuvent intégrer le centre de formation stéphanois.

Depuis 2013, le Blois Football 41 est partenaire de l'AS Saint-Étienne et lui envoie ses meilleurs jeunes. « Le président Roland Romeyer est venu signer l'accord avec Dominique Rocheteau et nous a présenté la Coupe de la Ligue remportée juste avant, se souvient François Jacob, le président blésois, en janvier 2017. On a paraphé le contrat au château de Cheverny, dont le propriétaire est, comme moi, un grand fan des Foréziens ».
Ce rapprochement n'a rien d'un hasard. « C'est dans cette ville qu'il y a la plus grande section de supporteurs associés de l'ASSE en France, explique Romeyer. La présence de Maurice Bouquet a aussi compté ». L'ancien milieu de terrain a passé deux saisons à Saint-Étienne (1991-1993). Devenu entraîneur d'équipes amateurs, il arrive dans le Loir-et-Cher en 2008 et occupe ensuite le poste de directeur technique.

Dans le cadre du partenariat ASSE-BF41, Jérémie Janot, reconverti entraineur des gardiens de but du centre de formation stéphanois, répond favorablement aux sollicitations du manager général du Blois Foot 41, Maurice Bouquet, en mars 2017 pour une première séance de 45 minutes avec les gardiens du club. Ensuite, au siège du club blésois, Janot intervient pour mettre en lumière les caractéristiques des jeunes gardiens professionnels et sa méthode de travail. 

### Éléments comptables
En octobre 2013, le Blois Foot 41 dispose d'une enveloppe de 600 000 €. Pour l'exercice 2014-2015, le budget du club est de 780 000 euros dont 350 000 issus des partenaires privés. En mai 2015, le président Jacob déclare que le budget global du Blois Foot 41 est d'environ 750 000 €. En janvier 2017, le président déclare que « sur les 920 000 euros de budget, le premier tiers est affecté à l'équipe première de Monteilh ». Pour la saison 2017-2018, le Blois Football 41 a un budget d'environ 950 000 €.
Pour l'exercice 2018-2019, le budget total du club passe pour la première fois le million d'euros (1,2 M€) et 600.000 € de patrimoine immobilier et foncier. Il est en légère hausse pour la seconde saison en N2 (1,3 M€).
| Saison   | 1999-2000          | 2000-2001          | 2001-2002          | 2002-2003          | 2003-2004          | 2004-2005          | 2005-2006  | 2006-2007  | 2007-2008 | 2008-2009 | 2009-2010 |
| -------- | ------------------ | ------------------ | ------------------ | ------------------ | ------------------ | ------------------ | ---------- | ---------- | --------- | --------- | --------- |
| Division | DHR                | DHR                | DHR                | Division d'honneur | Division d'honneur | CFA 2              | CFA        | CFA 2      | CFA 2     | CFA 2     | CFA 2     |
| Budget   |                    |                    |                    |                    |                    |                    |            |            |           |           |           |
| Saison   | 2010-2011          | 2011-2012          | 2012-2013          | 2013-2014          | 2014-2015          | 2015-2016          | 2016-2017  | 2017-2018  | 2018-2019 | 2019-2020 |           |
| Division | Division d'honneur | Division d'honneur | Division d'honneur | Division d'honneur | Division d'honneur | Division d'honneur | CFA 2 / N3 | CFA 2 / N3 | N2        | N2        |           |
| Budget   |                    |                    |                    | 600 k€             | 750 k€             | 780 k€             | 920 k€     | 950 k€     | 1.200 k€  | 1.300 k€  |           |

### Siège et stade
Dans les années 2000, le Blois F41 rachète une concession automobile avec son argent propre et ses partenaires privés. Propriétaire de son siège social, le club y installe ses bureaux, un club house et des salles de réunion. Chose rare pour un club amateur, il en paye du coup les charges afférentes à celui-ci (eau, électricité, taxe foncière, entretien, etc.).
Construit dans les années 1970 pour les matchs de seconde division de l'AAJ Blois, le Blois Football 41 hérite du stade des Allées lors de la fusion. Le BF 41 y joue ses matchs à domicile. Le stade accueille aussi des rencontres internationales jeunes. L'enceinte comprend un terrain en herbe entouré d'une piste d'athlétisme. Deux tribunes se font face le long des lignes de touches et peuvent accueillir un total de 5 000 personnes assises. Deux milliers de spectateurs peuvent aussi assister aux rencontres en restant debout.

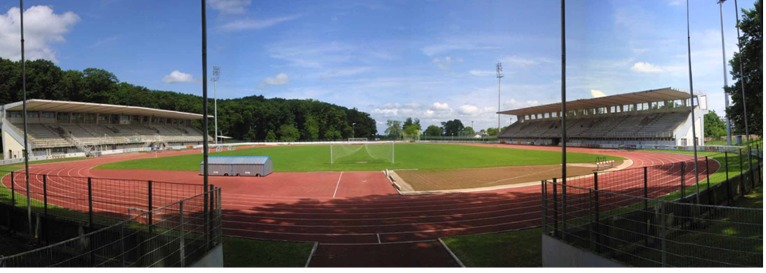
Stade des Allées Jean Leroi.

## Personnalités

### Dirigeants
François Jacob est d'abord trésorier de la section football à l’AAJ Blois à partir de 1996. Il s'investit pour rassembler les deux clubs de la ville à l’époque (AAJB et BUS). Sans postuler à cette place, il est élu président du Blois Foot 41 en 1999.
Antonio Lorenzo, joueur emblématique de l'AAJ Blois, est présent en tant que directeur sportif au début du Blois Foot 41. Sa tâche est d’identifier des joueurs susceptibles de faire partie du projet pour monter en CFA. Il côtoie Aly Cissokho et Ahmed Kantari avant qu'ils deviennent joueurs professionnels.
En 2011, un poste de directeur sportif salarié est mis en place, tenu par l'ancien professionnel et entraîneur du club de 2009 à 2011, Maurice Bouquet. Ce poste est rare dans un club dont l'équipe fanion évolue au niveau régional. « C'est une volonté politique de notre part, annonce en mai 2015 le président du BF41, François Jacob. Et c'est indispensable à cette structure. Aujourd'hui, le club ne peut pas fonctionner s'il n'y a pas un bras armé au quotidien. Le Blois Foot 41, c'est 500 licenciés, des dizaines d'éducateurs et 700 000 € de budget. Mettre en place un organigramme technique et le faire vivre, c'est un vrai boulot, considère le dirigeant blésois. Et Maurice effectue un travail remarquable. Si le Blois Foot est le onzième meilleur club de France au niveau des jeunes, il y est pour quelque chose ». Il gère toute la partie technique et la vingtaine d'éducateurs. En tant qu'ancien jouer de l'AS Saint-Étienne, il permet au BF41 de signer un partenariat avec l'ASSE en juin 2013. Il quitte le club au terme de la saison 2018-2019 et devient responsable des jeunes au C' Chartres Football.

### Entraîneurs
| Période   | Nom              |
| --------- | ---------------- |
| 1999-2002 | n.c.             |
| 2002-2007 | Nicolas Debord   |
| 2007-2009 | Pavlé Vostanic   |
| 2009-2011 | Maurice Bouquet  |
| 2011-2014 | Pedro Bompastor  |
| 2014-2015 | Georges Cazeaux  |
| 2015-2017 | Patrice Monteilh |
| 2017-2022 | Loïc Lambert     |
| 2022-     | Cédric Hengbart  |

En 2002, le joueur professionnel Nicolas Debord arrive comme entraîneur-joueur. Il passe son brevet d'état et parvient à faire monter le club de division d'honneur au CFA en 2005. La même année, il réalise le meilleur parcours du club en Coupe de France avec un seizième de finale. À l'été 2006, il ne conserve que son rôle sur le banc mais quitte le club en février 2007, de retour en CFA 2.
Pavlé Vostanic est maintient l'équipe avec une neuvième place. Il en fait de même pendant deux saisons, n'obtenant rien de mieux que le milieu de classement, aidé par Živko Slijepčević comme adjoint en 2007-2008. Il quitte ensuite le club, pour les U19 nationaux de l'US Boulogne.
À l'été 2009, Maurice Bouquet, ancien professionnel avec 388 matchs en première division, succède à Vostanic. « Il sera l'entraîneur général, avec plusieurs missions. D'abord celle de mettre en place un nouvel organigramme et de structurer le club. Il sera bien sûr aussi responsable de la CFA 2, et on aimerait voir du jeu », lance François Jacob. Bouquet débarque en Loir-et-Cher avec un contrat de trois ans. « L'ambition est d'être en CFA d'ici trois ans de façon pérenne », confie le président Jacob. Mais dès sa première saison, l'équipe emmenée par Bouquet est reléguée en régional. Le président déclare : « Il y a échec sportif car l'équipe descend, mais le travail dans la reconstruction de l'organigramme, dans l'animation et le suivi est excellent ». En 2011, après avoir été l’entraineur général et entraîné l’équipe fanion pendant deux saisons, Bouquet devient uniquement le directeur sportif du club, chose rare pour un club régional.
Pour la saison 2011-2012, l'adjoint Pedro Bompastor, frère de l'internationale Sonia, prend en main l'équipe première, à seulement 34 ans. Arrivé en 2002 comme joueur, Bompastor connaît le 16e de finale en Coupe de France et la montées en CFA. En tant qu'entraîneur-joueur de l'équipe réserve, il passe de la PH à la DH où il assure le maintien pendant deux à trois ans. Après s'être vu proposé la gestion de l'équipe première avant l'arrivée de Bouquet, il accepte cette fois-ci la mission pour une durée de trois ans. Titulaire du brevet d'état, il mène l'équipe à une quatrième place puis deux seconde places dans l'élite régionale, insuffisante pour faire monter le club en CFA2. Début 2014, la décision est prise, d'un commun accord avec l'équipe dirigeante, de ne pas poursuivre leur relation au terme de la saison en cours.
À l'été 2014, exit Pedro Bompastor, les dirigeants blésois misent sur Georges Cazeaux pour faire remonter leur club en CFA 2, étage quitté cinq ans auparavant. Joueur en troisième division avec l'AS Nancy-Lorraine, Cazeaux se reconvertit éducateur à l'US Orléans avant d'entraîner le SC Malesherbes, qu'il mène de PH (8e division national, 3e régionale) à CFA2 (D5) en dix ans, puis l'USM Montargis, qu'il fait monter de DHR à DH Centre (D6, première régionale). Il signe un CDD de deux ans au Blois Foot 41. N'ayant pas le diplôme requis, c'est le directeur sportif Maurice Bouquet qui représente l'équipe lors des matchs. Cazeaux ne peut faire mieux que son prédécesseur avec une seconde place de DH Centre et n'est pas conservé.
Patrice Monteilh est préféré à Yann Lachuer pour remplacer Cazeaux à l'été 2015. Monteilh connaît une carrière de joueur professionnel plus que correcte avec un total de 239 matchs en D1 entre 1980 et 1989. Reconverti entraîneur, il est notamment adjoint au Havre AC entre 2007 et 2012). « Nous allons signer avec lui un contrat d'une durée de 3 ans, précise François Jacob. L'objectif qui lui est fixé est de faire monter l'équipe dès la première saison en CFA 2, puis de la pérenniser à ce niveau avant d'envisager de monter un peu plus haut encore ». En deux ans, Patrice Monteilh fait monter le club comme demandé et atteint un 32e de finale de Coupe de France l'année suivante. Début juillet, à quelques jours du début de saison 2017-2018, il quitte son poste pour raison personnelle en commun accord avec le club.
Pour remplacer Monteilh, le président Jacob « recherche le même profil (...) : un coach expérimenté, avec un vécu de joueur de haut niveau, tout en ayant une bonne connaissance du football ». Loïc Lambert, avec plus de 400 matchs en L1, est la personne choisie. Ayant joué avec le directeur sportif Maurice Bouquet, il s'engage le 15 juillet, dernier jour du mercato amateur, après une année sabbatique.

### Joueurs emblématiques
Plusieurs internationaux portent le maillot du BF 41. Arrivé en 2001 et un des joueurs les plus capés du club, Batchi Vieira, connaît trois sélections en équipe du Congo durant son passage. Mickaël Rodrigues, champion d'Europe des moins de 18 ans 1996 aux côtés des Gallas, Silvestre, Anelka, Henry et Trezeguet, vient terminer sa carrière en 2006-2007 à Blois en CFA 2. Le sénégalais Issa Cissokho revient au club pour la saison suivante, après y avoir été formé. Il ne reste qu'une saison et se révèle à l'USJA Carquefou. Il intègre ensuite le FC Nantes en 2010, puis le Genoa CFC après être devenu international en 2013. En 2009-2010, l'international mauritien Seydou Mbodj arrive pour une saison. À trente ans, il évolue dans plusieurs clubs français évoluant entre le Championnat de France amateur et la division d'honneur. En 2017, n'ayant pas percé au Paris SG, Stéphane Lambese joue quelques mois à Blois. Il est alors international depuis deux ans.
Le BF 41 voit aussi passer des joueurs aguerris au haut niveau comme l'entraîneur-joueur Nicolas Debord qui arrive en 2002 avec plus de 200 matchs de seconde division. De même pour Franck Moulin qui apporte son expérience en 2005 en CFA. Redescendu en CFA 2 en 2006-2007, Mickaël Rodrigues et sa trentaine de match de première division avec Nancy joue sa dernière saison à Blois. De 2012 à 2014, Yves Deroff et ses 300 rencontres de D1 et D2 vient terminer sa carrière en DH Centre.

### Joueurs formés
| Nom               | Au club    | Matchs D1 | International |
| ----------------- | ---------- | --------- | ------------- |
| Issa Cissokho     | 1999-2002  | 196       | Sénégal       |
| Aly Cissokho      | 1999-2003  | +260      | France        |
| Onanga Itoua (en) | avant 2007 | +80       | -             |
| Corentin Jean     | 2008-2010  | +120      | France U21    |

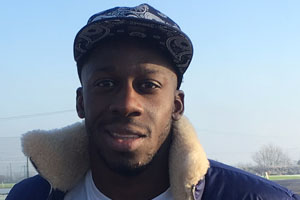
Aly Cissokho est un des joueurs formés au BF41 ayant joué le plus haut.

Comme l'AAJ avant lui, le Blois Football 41 est reconnu pour la formation de ses jeunes dont plusieurs deviennent professionnels après être passé au club. C'est pour cette raison qu'un partenariat est signé avec l'AS Saint-Étienne en 2013 et, pour la saison 2014-2015, le Blois Foot 41 est le onzième meilleur club de France au niveau des jeunes.
Issa Cissokho intègre le club à sa création en 1999. Il y suit sa formation avant de tenter sa chance dans le monde amateur. Il intègre le FC Nantes en 2010, après être revenu jouer un an à Blois, puis le Genoa CFC après être devenu international en 2013. Son petit frère Aly Cissokho commence le football à l'âge de six ans à l'AAJ Blois et reste au sein du Blois Football 41 après la fusion. Il rejoint le FCO de Saint-Jean-de-la-Ruelle en 2003 avant de se faire remarquer par le FC Gueugnon l'année suivante. Il se révèle au Portugal puis est recruté par l'Olympique lyonnais où il devient international français. Le Blois Foot 41 touche 600 000 € sur quatre ans pour Aly, en tant que participation à la formation.
Né à Blois en 1988, Bernard Onanga Itoua (en) est formé au sein du BF41. En 2003, il intègre le centre de formation réputé de l'AJ Auxerre avant de disputer deux rencontres de Ligue 1 2010-2011 puis de partir jouer en Europe de l'Est.
Le dernier joueur réputé à être passé par les équipes jeunes du BF41 est Corentin Jean. Né dans le chef-lieu du Loir-et-Cher, il intègre le club à treize ans. Après un essai infructueux au Stade rennais, il est recruté par l'ESTAC Troyes. Claude Robin, directeur du centre de formation, déclare qu'« aucun club n'était sur lui. Mais quand je l'ai vu, je me suis demandé comment on avait pu passer à côté de ce joueur. Je fais attention de ne pas exagérer mais lui il a tout ». Tout de suite titulaire, il devient rapidement capitaine puis surclassé, Jean débute à dix-sept ans en professionnel.
Joueuse pendant ses sept premières années de football, Assimina Maoulida rejoint le Tours FC avec qui elle devient internationale française U16 avant de s'imposer en Division 2 chez l'US Orléans et de remportent l'Euro U19 féminin avec le France.

## Autres équipes

### Équipe réserve
Arrivé en 2002 comme joueur, Pedro Bompastor devient ensuite entraîneur-joueur de l'équipe réserve. Il permet à l'équipe de passer de la PH à la DH où il assure le maintien pendant deux à trois ans. Pour la saison 2011-2012, il prend en main l'équipe première, à seulement 34 ans.

### Section féminine
En mai 2019, l'entente féminine de Centre-Loire (EFCL) termine 2e du championnat régional.

### Section jeunes
Au terme de la saison 2014-2015, les U13 du BF41 se qualifient pour la phase nationale du Festival Foot Pitch à Capbreton, sorte de Coupe de France pour la catégorie U13, et obtiennent la deuxième place face aux meilleurs clubs hexagonaux.
Pour la saison 2014-2015, le Blois Football 41 est le onzième meilleur club de France au niveau des jeunes.
En 2018-2019, les U13 blésois sont à nouveau qualifiés pour la finale nationale à Capbreton.